# Macropus fuliginosus
Macropus fuliginosus là một loài động vật có vú trong họ Macropodidae, bộ Hai răng cửa. Loài này được Desmarest mô tả năm 1817.

## Hình ảnh

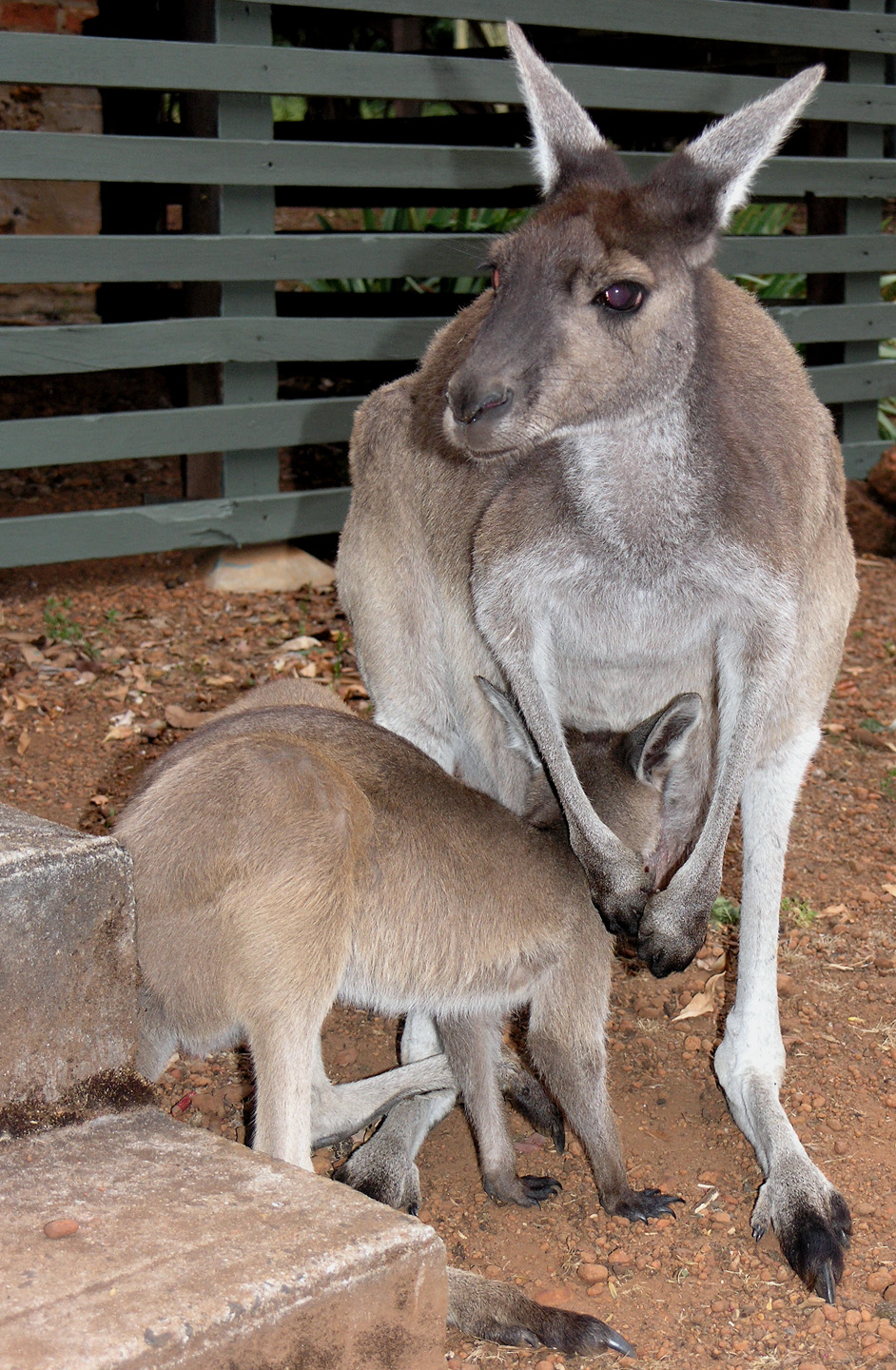
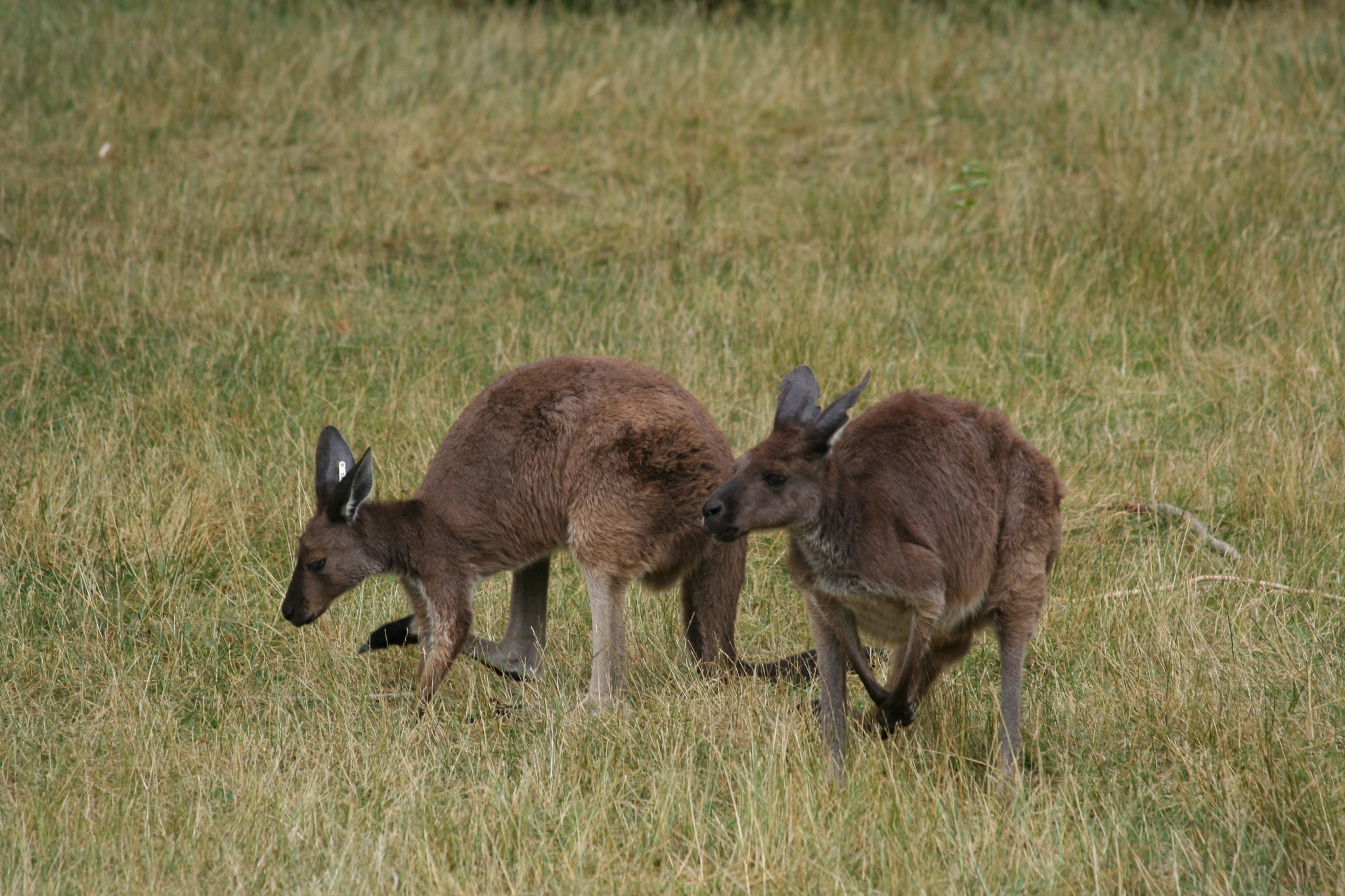
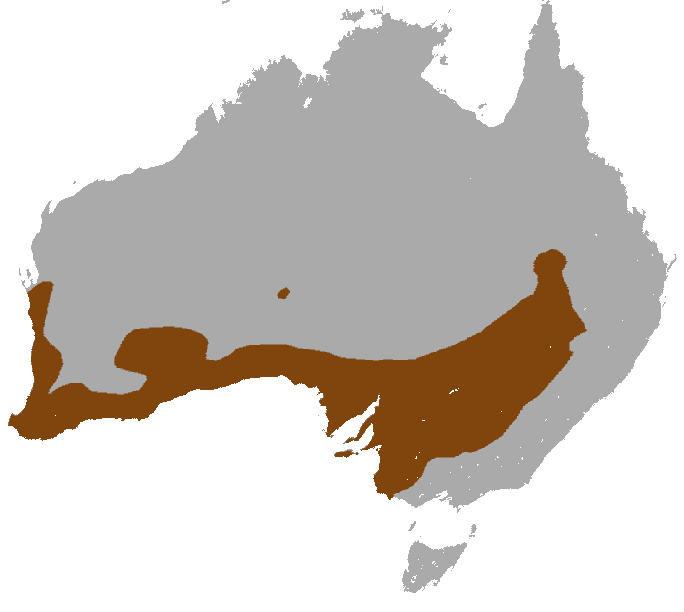
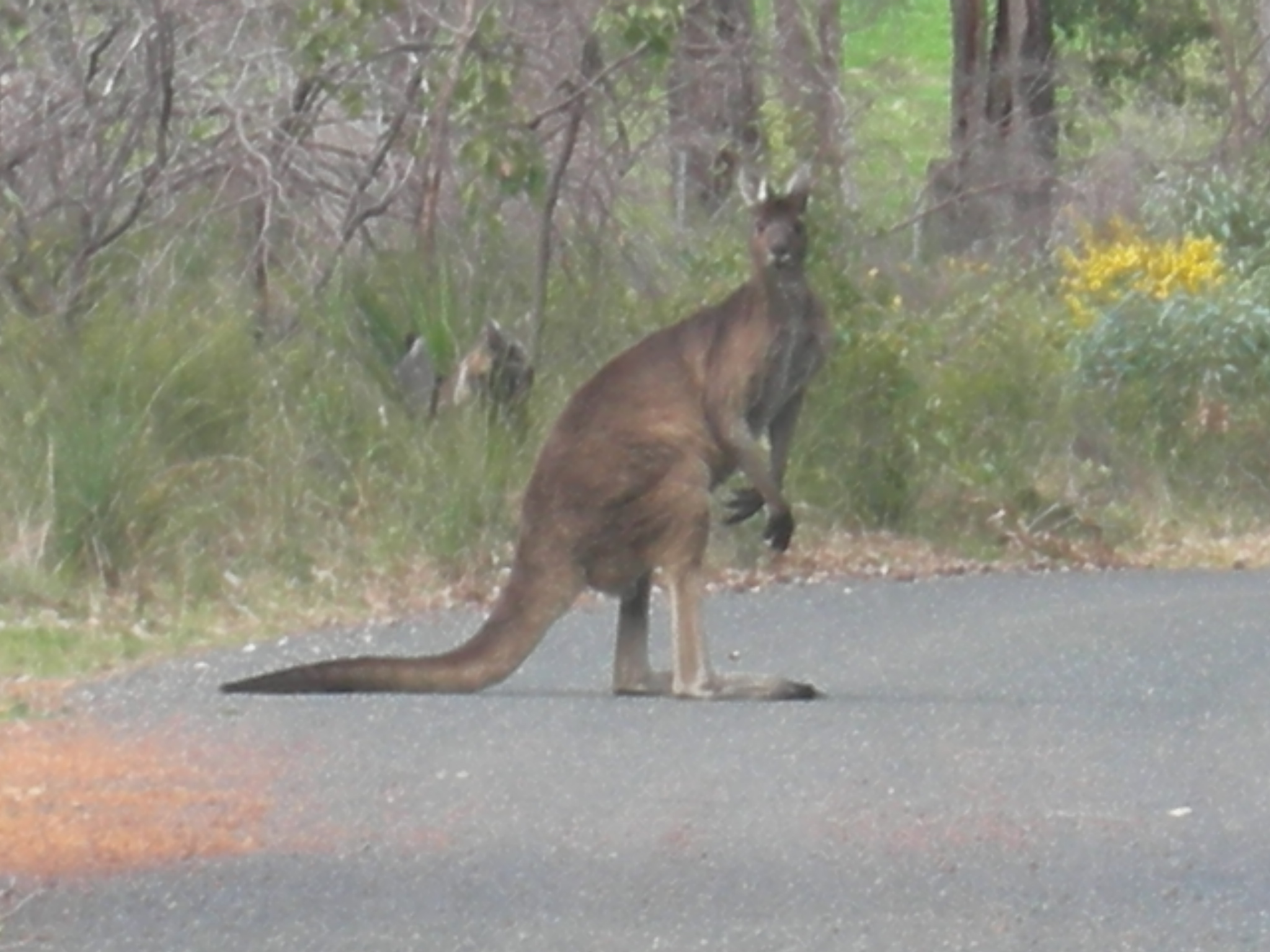